# Gagrella denticulatifrons
Gagrella denticulatifrons is een hooiwagen uit de familie Sclerosomatidae.